# マージーサイド・ダービー
マージーサイド・ダービー（Merseyside derby）は、イングランドのリヴァプール市に本拠地を置く二つのサッカークラブ、エヴァートンFCとリヴァプールFCとの間で行われるダービーマッチのことである。
1962-63シーズン以降は途切れることなくトップリーグ（ファーストディヴィジョン、プレミアリーグ）でダービーが行われており、これはイングランドのダービーにおいて最長の記録である。リヴァプールの多くの家族にはエヴァートンとリヴァプール双方のサポーターがいたことから、このダービーは伝統的にフレンドリー・ダービー(the friendly derby)という名前で知られていた。マージーサイド州が設置される19年前の1955年、少なくとも一つの全国紙がマージーサイド・ダービーという名称を使用した。地元では単にザ・ダービー(the derby)と呼ばれている。
1984年にウェンブリーで行われたフットボールリーグカップ決勝では、スタジアムのほとんどすべての区画で両クラブのサポーターが混ざり合い、「Merseyside, Merseyside」「Are you watching Manchester?」というチャントを歌う奇妙な光景が見られた。しかし、1980年代中盤以降、グラウンド内外でライバル意識が高まり、プレミアリーグ発足以降は他の試合よりも多くのレッドカードが提示される試合となった。現在では「プレミアリーグで最も乱雑で荒れた試合」とされている。

## ホームスタジアム
| チーム名       | スタジアム名 （命名権名称） | 収容人員 | 画像 | 備考 |
| -------------- | --------------------------- | -------- | ---- | --- |
| リヴァプールFC | アンフィールド              | 54,074人 |      | 1892年まではエヴァートンFCのホームであった。その後このスタジアムをホームとするクラブとしてリヴァプールFCが設立されている。 なお、両スタジアムは直線距離で600メートル程度しか離れていない。 |
| エヴァートンFC | グディソン・パーク          | 40,569人 |      | |

## 統計

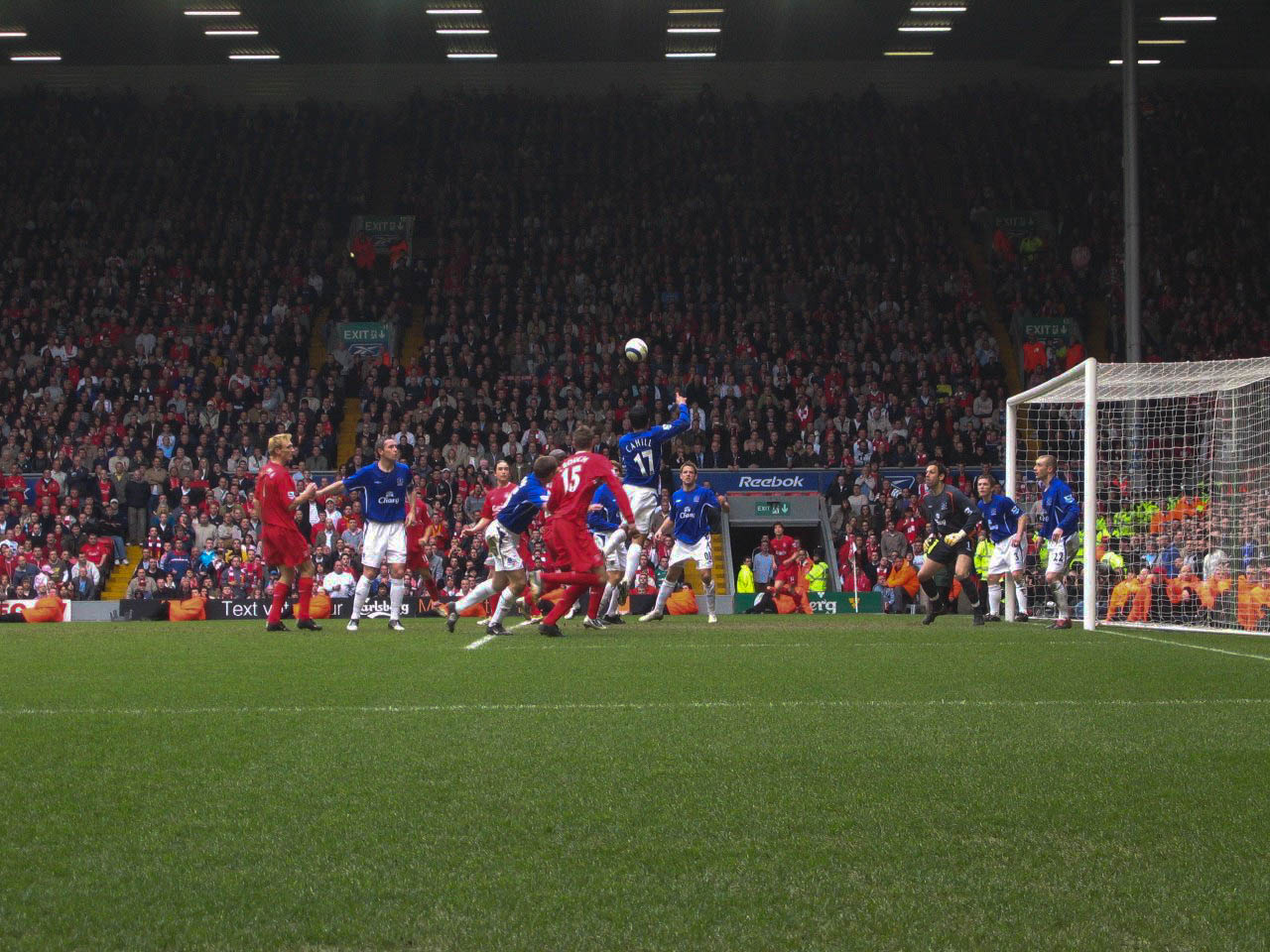
アンフィールドでのマージーサイド・ダービー

2018年12月2日時点
| 大会                                 | 試合数 | リヴァプール 勝利 | 引き分け | エヴァートン 勝利 | リヴァプール 得点 | エヴァートン 得点 |
| ------------------------------------ | ------ | ----------------- | -------- | ----------------- | ----------------- | ----------------- |
| ファーストディヴィジョン             | 146    | 54                | 44       | 48                | 203               | 181               |
| プレミアリーグ                       | 53     | 23                | 21       | 9                 | 72                | 46                |
| FAカップ                             | 24     | 11                | 6        | 7                 | 39                | 28                |
| フットボールリーグカップ             | 4      | 2                 | 1        | 1                 | 2                 | 1                 |
| チャリティ・シールド                 | 3      | 1                 | 1        | 1                 | 2                 | 2                 |
| スクリーン・スポーツ・スーパーカップ | 2      | 2                 | 0        | 0                 | 7                 | 2                 |
| 通算                                 | 232    | 93                | 73       | 66                | 325               | 260               |

## 記録
- 連勝記録 – 1941-42シーズンから1951-52シーズンにかけて、エヴァートンは14試合連続無敗のダービー記録を樹立した。
- ホームでの連続無敗 – 1970-71シーズンから1984-85シーズンにかけて、リヴァプールはホーム（アンフィールド）でのリーグ戦で14試合連続無敗を記録した。
- アウェーでの連続無敗 – 1899年から1920年にかけて、エヴァートンはアウェー（アンフィールド）で16試合連続不敗（10勝を含む）を記録した。
- ホームでの連勝記録 – 1932-33シーズンから1936-37シーズンにかけて、リヴァプールはホーム（アンフィールド）で5試合連続勝利を記録した。
- アウェーでの連勝記録– 1908-09シーズンから1914-15シーズンにかけて、エヴァートンはアウェー（アンフィールド）で7試合連続勝利を記録した。
- ホームでの最大得点差勝利 – 1935-36シーズンにアンフィールドで行われた試合はリヴァプールが6-0で勝利した。
- アウェーでの最大得点差勝利 – 1914-15シーズンにアンフィールドで行われた試合はエヴァートンが5-0で勝利し、また1982-83シーズンにグディソン・パークで行われた試合はリヴァプールが5-0で勝利した。
- 1試合最多得点 – 1932-33シーズンにアンフィールドで行われた試合はリヴァプールが7-4で勝利した。
- 最多出場 - エヴァートンのネヴィル・サウスオール。
- 最多得点 - リヴァプールのイアン・ラッシュは25得点を挙げている。かつてはエヴァートンのディクシー・ディーンが記録を保持していた。
- 最多勝利監督 - エヴァートンのウィリアム・C・カフ監督は1901年から1918年の間にリヴァプールから16勝を挙げている。
- 最多敗北監督 - リヴァプールのトム・ワトソン監督はエヴァートンに21敗を喫している。

### 得点数
リーグ戦におけるダービーで4得点以上を挙げた選手の一覧である。
2012年4月14日時点
| 選手                     | クラブ                    | PL  | FAC | FLC | CS | SSC | 通算 | 期間                     |
| ------------------------ | ------------------------- | --- | --- | --- | -- | --- | ---- | ------------------------ |
| イアン・ラッシュ         | リヴァプール              | 13  | 5   | 1   | 1  | 5   | 25   | 1980–87,1988–96          |
| ディクシー・ディーン     | エヴァートン              | 18  | 1   |     |    |     | 19   | 1925–37                  |
| アレックス・ヤング       | エヴァートン              | 9   | 3   |     |    |     | 12   | 1901–11                  |
| Harry Chambers           | リヴァプール              | 8   |     |     |    |     | 8    | 1915–28                  |
| ジミー・セトル           | エヴァートン              | 8   |     |     |    |     | 8    | 1899–1908                |
| スティーヴン・ジェラード | リヴァプール              | 7   | 1   |     |    |     | 8    | 1998 –                   |
| ジャック・パーキンソン   | リヴァプール              | 6   | 2   |     |    |     | 8    | 1903–14                  |
| ピーター・ベアズリー     | リヴァプール/エヴァートン | 4/1 | 2/0 |     |    |     | 7    | 1987–91 (L), 1991–93 (E) |
| グレアム・シャープ       | エヴァートン              | 4   | 2   |     |    | 1   | 7    | 1980–91                  |
| ジャック・バルマー       | リヴァプール              | 6   |     |     |    |     | 6    | 1935–52                  |
| ロビー・ファウラー       | リヴァプール              | 6   |     |     |    |     | 6    | 1992–2001, 2006–07       |
| ボビー・パーカー         | エヴァートン              | 6   |     |     |    |     | 6    | 1913–22                  |
| ゴードン・ホジソン       | リヴァプール              | 5   | 1   |     |    |     | 6    | 1925–36                  |
| ティム・ケーヒル         | エヴァートン              | 5   |     |     |    |     | 5    | 2004–12                  |
| ケニー・ダルグリッシュ   | リヴァプール              | 5   |     |     |    |     | 5    | 1977–90                  |
| Fred Howe                | リヴァプール              | 5   |     |     |    |     | 5    | 1935–38                  |
| ジャック・テイラー       | エヴァートン              | 5   |     |     |    |     | 5    | 1896–1910                |
| ディルク・カイト         | リヴァプール              | 5   |     |     |    |     | 5    | 2006–12                  |
| ロジャー・ハント         | リヴァプール              | 4   |     |     | 1  |     | 5    | 1958–69                  |
| ダンカン・ファーガソン   | エヴァートン              | 4   |     |     |    |     | 4    | 1994–98, 2000–06         |
| トミー・ロートン         | エヴァートン              | 4   |     |     |    |     | 4    | 1936–39                  |
| マイケル・オーウェン     | リヴァプール              | 4   |     |     |    |     | 4    | 1997–2004                |
| サム・ライボウルド       | リヴァプール              | 4   |     |     |    |     | 4    | 1900–07                  |
| ロイ・ヴァーノン         | エヴァートン              | 4   |     |     |    |     | 4    | 1960–65                  |

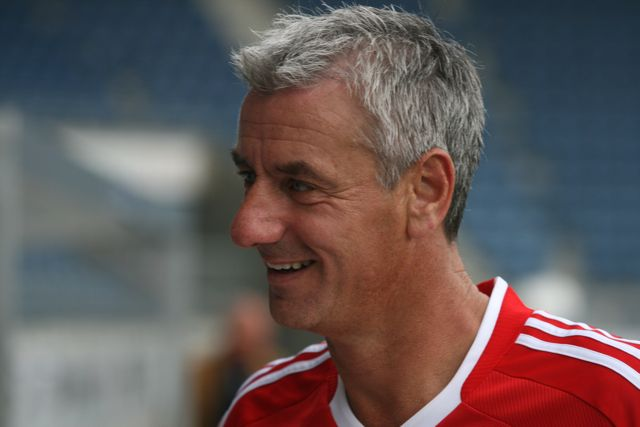
リヴァプールの選手としてダービー最多の25得点を挙げたイアン・ラッシュ

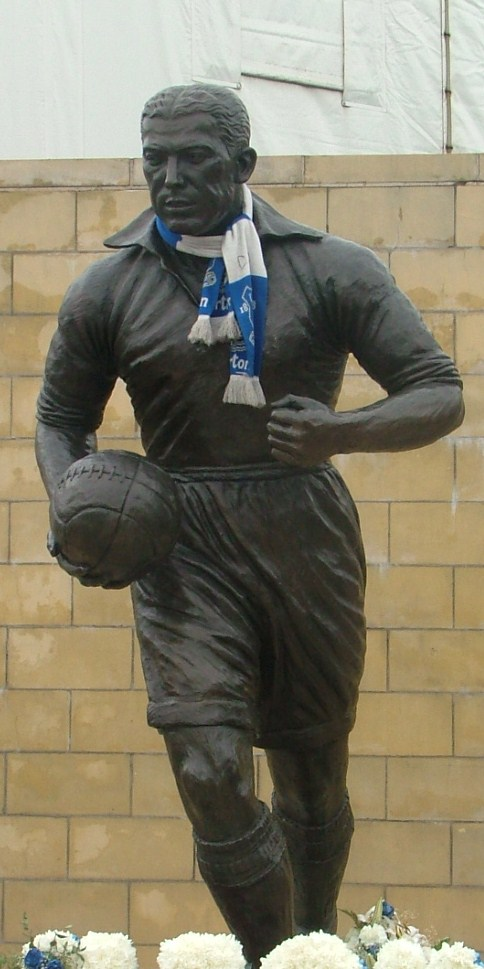
エヴァートンの選手としてダービー最多の18得点を挙げたディクシー・ディーンの像

現役選手中最多得点者はリヴァプールのスティーヴン・ジェラードである。ジェラードの他には、ルイス・スアレス、アンディ・キャロル（いずれもリヴァプール）などが複数得点を挙げている。イギリス（アイルランドもイギリスとみなす）国外選手は14ヶ国の21選手がダービーで得点を挙げており、現役選手ではルアレス、ディスタン、イェラヴィッチなどがいる。オウンゴールも含めれば、得点者の出身国は17ヶ国となる。初めてダービーで得点した国外出身選手はリヴァプールのクレイグ・ジョンストンであり、1986年のFAカップ決勝で得点した。オウンゴールも含めれば、1984年のチャリティ・シールドで得点（失点）したブルース・グロベラーがダービー初の国外出身選手である。エヴァートンのティム・ケーヒルとリヴァプールのディルク・カイトが、国外出身選手として最多の5得点を挙げている。リヴァプールのFred Howeは3年の在籍期間中にダービーで5得点を挙げ、エヴァートンのトミー・ロートンは3年の在籍期間中に4得点を挙げた。ダービーで初めてハットトリックを達成したのは、1904年にグディソン・パークで行われた試合で4得点を挙げたエヴァートンのアレックス・ヤングである。そのほかのエヴァートンの選手としては、1914年にパーカーが、1928年と1931年にディクシー・ディーンがハットトリックを達成している。リヴァプールの選手としては、1922年にチャンバーズが、1925年にForshawが、1933年にバートンが、1935年にHoweが（1試合4得点）達成している。それ以後は半世紀近くもハットトリック達成者が現れなかったが、1982年にグディソン・パークで行われた試合でリヴァプールのイアン・ラッシュがハットトリック（1試合4得点）を達成した。ラッシュから30年の間を置き、2012年にアンフィールドで行われた試合でリヴァプールのジェラードがハットトリックを達成した。ダービーにおいてリーグ戦で達成されたハットトリックは、2例（1904年のヤングと1982年のラッシュ）を除くすべてがアンフィールドで達成されたものである。1902年のダービーではエヴァートンのバルマーがダービー史上初のオウンゴールを記録した。エヴァートンがリーグ優勝した1969-70シーズンには、サンデイ・ブラウンがダービー史上2度目となる有名なオウンゴールを記録した。ブラウン以来、8人のエヴァートン選手がオウンゴールを記録しており、1972年にアンフィールドで行われた試合では1試合で2つのオウンゴールが記録された。リヴァプールの選手でオウンゴールを記録したのは3選手のみである。1986年5月から9月にかけて、リヴァプールのラッシュはダービーにおいて4試合連続得点を挙げた。この中にリーグ戦は含まれず、FAカップ決勝、チャリティ・シールド、スクリーン・スポーツ・スーパーカップ決勝（2レグ制）であった。3試合連続で得点した選手は7人おり、ハードマン（エヴァートン、1905年-1906年）、フリーマン（エヴァートン、1909年-1910年）、パーキンソン（リヴァプール、1910年-1911年）、キング（エヴァートン、1978年-1979年）、リネカー（エヴァートン、1985年-1986年）、バーンズ（リヴァプール、1989年-1990年）、ファウラー（リヴァプール、1995年-1996年）である。確証を得るのは困難だが、ダービーにおける最年少得点者は、1997年10月にグディソン・パークで得点したエヴァートンのダニー・カダマルテリであろう。この試合の時点で彼は18歳6日であった。

### 出場試合数
| 選手                   | クラブ       | 出場試合数 | 期間              | ポジション |
| ---------------------- | ------------ | ---------- | ----------------- | ---------- |
| ネヴィル・サウスオール | エヴァートン | 41         | 1981–98           | GK         |
| イアン・ラッシュ       | リヴァプール | 36         | 1980–87 & 1988–96 | FW         |
| ブルース・グロベラー   | リヴァプール | 34         | 1980–94           | GK         |
| アラン・ハンセン       | リヴァプール | 33         | 1977–90           | DF         |
| ケヴィン・ラトクリフ   | エヴァートン | 32         | 1980–92           | DF         |

### 完封試合数
2012年10月28日時点
| 選手                   | クラブ       | 完封試合数 | 出場試合数 | 期間             |
| ---------------------- | ------------ | ---------- | ---------- | ---------------- |
| レイ・クレメンス       | リヴァプール | 15         | 27         | 1967–81          |
| ネヴィル・サウスオール | エヴァートン | 15         | 41         | 1981–98          |
| ブルース・グロベラー   | リヴァプール | 10         | 33         | 1980–94          |
| ペペ・レイナ           | リヴァプール | 9          | 18         | 2005–13          |
| ゴードン・ウェスト     | エヴァートン | 9          | 20         | 1962–73          |
| トミー・ローレンス     | リヴァプール | 8          | 16         | 1957–71          |
| シリル・シドロウ       | リヴァプール | 6          | 10         | 1946–52          |
| ビリー・スコット       | エヴァートン | 6          | 15         | 1904–12          |
| テッド・サガー         | エヴァートン | 6          | 20         | 1929–53          |
| エリシャ・スコット     | リヴァプール | 5          | 20         | 1912–17, 1919–34 |
| ティム・ハワード       | エヴァートン | 4          | 16         | 2006–16          |
| ダイ・デイヴィス       | エヴァートン | 3          | 5          | 1970–77          |

### 観客数
1984年のミルク・カップと同年のチャリティ・シールドでは100,000人以上の観客を集めた。1948年9月18日にグディソン・パークで行われた試合では、ダービーにおけるリーグ戦での最多観客数となる78,599人を集めた。1901年1月19日にアンフィールドで行われた試合では、ダービーにおけるリーグ戦での最少観客数となる18,000人を集めた。
| # | 日付           | スタジアム         | スコア                        | 観客数 |
| - | -------------- | ------------------ | ----------------------------- | ------ |
| 1 | 1948年9月18日  | グディソン・パーク | エヴァートン 1–1 リヴァプール | 78,599 |
| 2 | 1962年9月22日  | グディソン・パーク | エヴァートン 2-2 リヴァプール | 73,000 |
| 3 | 1950年9月16日  | グディソン・パーク | エヴァートン 3–1 リヴァプール | 71,150 |
| 4 | 1949年8月27日  | グディソン・パーク | エヴァートン 0-0 リヴァプール | 70,812 |
| 5 | 1947年9月27日  | グディソン・パーク | エヴァートン 0-3 リヴァプール | 66,776 |
| 6 | 1964年2月8日   | グディソン・パーク | エヴァートン 3–1 リヴァプール | 66,515 |
| 7 | 1927年10月15日 | グディソン・パーク | エヴァートン 1-1 リヴァプール | 65,729 |
| 8 | 1938年10月1日  | グディソン・パーク | エヴァートン 2–1 リヴァプール | 64,977 |
| 9 | 1968年2月3日   | グディソン・パーク | エヴァートン 1–0 リヴァプール | 64,482 |

| 期間      | エヴァートンの ホームゲーム平均 | リヴァプールの ホームゲーム平均 |
| --------- | ------------------------------- | ------------------------------- |
| 2010–     | 39,592                          | 44,677                          |
| 2000–09   | 40,020                          | 44,360                          |
| 1990–99   | 39,107                          | 41,823                          |
| 1980–89   | 49,529                          | 45,240                          |
| 1970–79   | 55,502                          | 54,168                          |
| 1962–69   | 64,606                          | 53,805                          |
| 1946–51   | 63,529                          | 50,697                          |
| 1931–39   | 49,444                          | 45,423                          |
| 1919–30   | 51,590                          | 50,694                          |
| 1905–15   | 41,600                          | 37,600                          |
| 1894–1904 | 39,888                          | 28,444                          |

## 移籍
両クラブは激しいライバル意識を抱いているが、多くの選手が双方のクラブでプレーしている。しかし、リヴァプールは1959年から2000年まで、エヴァートンから直接選手を獲得することはなく、またエヴァートンも1961年から1982年まで、リヴァプールから直接選手を獲得することはなかった。現存するマージーサイドの3クラブ（リヴァプール、エヴァートン、トレンメア・ローヴァーズFC）すべてでプレーした経験のある選手はデイヴ・ヒクソン、ジョン・ヘイドン、フランク・ミッチェルの3人だけである。1923年から1951年まではニュー・ブライトンAFCもフットボールリーグの一員であり、ビル・レイシーとニール・マクバインはリヴァプール、エヴァートン、ニュー・ブライトンの3クラブすべてでプレーした経験がある。1892-93シーズンにはブートルFCもフットボールリーグのメンバーであり、ジョン・ホワイトヘッドはリヴァプール、エヴァートン、ブートルの3クラブすべてでプレーした経験がある。なお、エヴァートンの初代監督であるW・E・バークレイは、エヴァートンがグディソン・パークに移転してからリヴァプールの初代監督に就任した。

### エヴァートンからリヴァプールへ
両クラブ間を直接移籍した選手に限る。他クラブを経由して両クラブに在籍した選手は含まない。
| 移籍年 | 名前                   | 移籍金        | 備考 |
| ------ | ---------------------- | ------------- | --- |
| 2002   | アベル・シャビエル     | 75万ポンド    | 1シーズンの間に異なるクラブで2試合のダービーに出場した唯一の選手である。                                                                                  |
| 2000   | ニック・バーンビー     | 600万ポンド   | リヴァプールがエヴァートンに支払った移籍金としては史上最高額である。                                                                                      |
| 1959   | デイヴ・ヒクソン       | 1万2000ポンド | トレンメア・ローヴァーズにも在籍経験があり、マージーサイドの現存3クラブ全てでプレーした経験のある3選手（ヒクソン、ヘイドン、ミッチェル）のひとりである。  |
| 1957   | トニー・マクナマラ     | 4000ポンド    | |
| 1949   | ジョン・ヘイドン       | 移籍金なし    | トレンメア・ローヴァーズにも在籍経験があり、マージーサイドの現存3クラブ全てでプレーした経験のある3選手（ヒクソン、ヘイドン、ミッチェル）のひとりである。  |
| 1936   | Bill Harthill          |               | |
| 1935   | ジャック・バルマー     | 移籍金なし    | |
| 1934   | トーマス・ジョンソン   |               | |
| 1919   | フランク・ミッチェル   |               | トレンメア・ローヴァーズにも在籍経験があり、マージーサイドの現存3クラブ全てでプレーした経験のある3選手（ヒクソン、ヘイドン、ミッチェル）のひとりである。  |
| 1912   | ビル・レイシー         |               | Urenの移籍の一部として。レイシーはニュー・ブライトンAFCにも在籍経験があり、マージーサイドの3クラブでプレーした経験のある6選手のひとりである。             |
| 1912   | トム・グレイシー       |               | Urenの移籍の一部として |
| 1908   | ダン・スローン         | 移籍金なし    | |
| 1904   | デヴィッド・モルレー   |               | |
| 1897   | エイブ・ハートリー     |               | |
| 1896   | アレックス・ラッタ     |               | リヴァプールではトップチームでの出場機会なし |
| 1895   | フレッド・ゲーリー     | 60ポンド      | |
| 1894   | ジョン・ホワイトヘッド |               | ブートルFCにも在籍経験があり、マージーサイドの3クラブでプレーした経験のある6選手（ヒクソン、ヘイドン、ミッチェル、Lacey、ホワイトヘッド）のひとりである。 |
| 1893   | パトリック・ゴードン   |               | |
| 1892   | ダンカン・マクリーン   |               | |
| 1892   | トム・ウィリー         |               | |

### リヴァプールからエヴァートンへ
両クラブ間を直接移籍した選手に限る。他クラブを経由して両クラブに在籍した選手は含まない
| 移籍年 | 名前                   | 移籍金      | 備考                                                                                             |
| ------ | ---------------------- | ----------- | ------------------------------------------------------------------------------------------------ |
| 1992   | ゲイリー・アブレット   | 75万ポンド  | 両クラブでFAカップを獲得した唯一の選手である。                                                   |
| 1991   | ピーター・ベアズリー   | 100万ポンド | エヴァートンがリヴァプールに支払った移籍金としては史上最高額である。                             |
| 1983   | アラン・ハーパー       | 10万ポンド  | リヴァプールの登録下にあったが、トップチームでの出場経験はない。                                 |
| 1983   | ケヴィン・シーディ     | 10万ポンド  |                                                                                                  |
| 1982   | デヴィッド・ジョンソン | 10万ポンド  | エヴァートンからデビューし、イプスウィッチ・タウンFCとリヴァプールを経てエヴァートンに復帰した。 |
| 1962   | ジョニー・モリッシー   | 1万ポンド   |                                                                                                  |
| 1956   | ジミー・パイン         | 5000ポンド  |                                                                                                  |
| 1927   | ディック・フォーショウ |             | 両クラブでリーグチャンピオンシップを獲得した唯一の選手である。                                   |
| 1912   | Harold Uren            |             | レイシーとグレイシーの移籍の一部。                                                               |
| 1910頃 | ベンジャミン・ベイカー |             |                                                                                                  |

### ダービーにおいて両クラブで得点した選手
ダービーにおいて、リヴァプールとエヴァートンのそれぞれで得点した経験のある選手はデヴィッド・ジョンソンとピーター・ベアズリーの2人だけである。ジョンソンは1971年11月に行われたダービーで、エヴァートンの選手としてダービー初出場を飾るとともに得点を挙げた。その後リヴァプールに移籍し、1980年3月1日の試合を含む2試合で得点した。リヴァプール在籍時のベアズリーはダービーで計6得点し、エヴァートン移籍後の1992年12月7日のダービーで1得点を挙げた。

### ライバルクラブでプレーする選手
以下は、一方のクラブのファンであったが他方のクラブに在籍する（した）選手のリストである。
| 選手                     | 在籍期間             | 出典   |
| ------------------------ | -------------------- | ------ |
| アダム・ララーナ         | 2014-                | [ 6 ]  |
| マイケル・オーウェン     | 1997-2004            | [ 7 ]  |
| ステフェン・ライト       | 1997-2002            | [ 8 ]  |
| ジェイミー・キャラガー   | 1996-2013            | [ 9 ]  |
| デヴィッド・トンプソン   | 1996–2000            | [ 10 ] |
| ロビー・ファウラー       | 1992-2001, 2006-2007 | [ 11 ] |
| トニー・ワーナー         | 1990-1999            |        |
| スティーヴ・マクマナマン | 1989-1999            | [ 12 ] |
| スティーヴ・マクマホン   | 1985-1991            | [ 13 ] |
| イアン・ラッシュ         | 1980-1987, 1988-1996 | [ 14 ] |

| 選手                     | 在籍期間  | 出典   |
| ------------------------ | --------- | ------ |
| セオ・ウォルコット       | 2018-     |        |
| アシュリー・ウィリアムズ | 2016-     | [ 15 ] |
| フィル・ジェヴォンズ     | 1996-2001 |        |
| ニック・バーンビー       | 1996-2000 | [ 16 ] |
| ガリー・アブレット       | 1992-1996 |        |
| マイク・ニューウェル     | 1989-1991 | [ 17 ] |
| デイヴ・ワトソン         | 1986-2001 | [ 18 ] |
| ピーター・リード         | 1982-1989 | [ 19 ] |

## ダブル
同一シーズンのホーム&アウェーで片方のクラブが2勝すること（ダブル）はとても珍しい。リヴァプールは14回のダブルを達成しており、エヴァートンは9回のダブルを達成している。1947-48シーズンのリヴァプールはアンフィールドでは4-0、グディソン・パークでは3-0で勝利し、ホーム&アウェー2試合の通算成績では歴代最高の7-0という結果を残した。1984-85シーズンのエヴァートンはFAチャリティ・シールドでもリヴァプールを下し、リーグ戦のダブルを合わせてトレブル（3勝）を達成した。2011-12シーズンのリヴァプールはFAカップ準決勝でもエヴァートンを下し、リーグ戦のダブルを合わせてトレブルを達成した。
両クラブはカップ戦で対戦することもあるため、3回あるいは4回のダービーが行われるシーズンもある。1986-87シーズンは歴代最高の6回のダービーが行われた。ウェンブリーを舞台としてチャリティ・シールドでシーズン最初のダービーが行われ、2レグ制のスクリーン・スポーツ・スーパーカップでも顔を合わせた。さらにフットボールリーグカップ5回戦でも対戦し、国内リーグ戦でも2試合が行われた。6試合で28万1356人の観客を集め、このシーズンのエヴァートンは国内王者となったが、ダービーでは2分4敗に終わり、1勝も挙げることができなかった。1987-88シーズンもフットボールリーグカップとFAカップで両者が対戦し、国内リーグ戦2試合と合わせて4試合のダービーが行われた。このシーズンは2勝2敗の五分であった。エヴァートンのダブルは1984-85シーズンが最後であり、プレミアリーグが発足してからはダブルを達成していない。
| シーズン | アウェー戦 | ホーム戦 |
| -------- | ---------- | -------- |
| 1899–00  | 1–2        | 3–1      |
| 1908–09  | 0–1        | 5–0      |
| 1911–12  | 1–3        | 2–1      |
| 1923–24  | 1–2        | 1–0      |
| 1928–29  | 1–2        | 1–0      |
| 1931–32  | 1–3        | 2–1      |
| 1938–39  | 0–3        | 2–1      |
| 1964–65  | 0–4        | 2–1      |
| 1984–85  | 0–1        | 1–0      |

| シーズン | ホーム戦 | アウェー戦 |
| -------- | -------- | ---------- |
| 1898–99  | 2–0      | 1–2        |
| 1920–21  | 1–0      | 0–3        |
| 1922–23  | 5–1      | 0–1        |
| 1924–25  | 3–1      | 0–1        |
| 1947–48  | 4–0      | 0–3        |
| 1972–73  | 1–0      | 0–2        |
| 1981–82  | 3–1      | 1–3        |
| 1989–90  | 3–1      | 1–2        |
| 1990–91  | 3–2      | 1–3        |
| 2000–01  | 3–1      | 2–3        |
| 2005–06  | 3–1      | 1–3        |
| 2007–08  | 1–0      | 1–2        |
| 2009–10  | 1–0      | 0–2        |
| 2011–12  | 3–0      | 0–2        |

## 試合一覧
1894年から現在までの国内リーグ戦、FAカップ、フットボールリーグカップ、FAコミュニティ・シールド、スーパーカップ（スクリーン・スポーツ・スーパーカップ）の試合の一覧である。功労者記念試合は分割して示している。その他の親善試合や戦中の試合は含めていない。
| リヴァプール勝利 | 引き分け | エヴァートン勝利 |

### 国内リーグ戦
| シーズン  | 日付       | 大会                     | スタジアム         | スコア | 観客数 |
| --------- | ---------- | ------------------------ | ------------------ | ------ | ------ |
| 2022-23   | 13-02-2023 | プレミアリーグ           | アンフィールド     | 2–0    | 53,027 |
| 2022-23   | 03-09-2022 | プレミアリーグ           | グディソン・パーク | 0–0    | 39,240 |
| 2021-22   | 24-04-2022 | プレミアリーグ           | アンフィールド     | 2–0    | 52,852 |
| 2021-22   | 01-12-2021 | プレミアリーグ           | グディソン・パーク | 1–4    | 39,641 |
| 2020-21   | 20-02-2021 | プレミアリーグ           | アンフィールド     | 0–2    | -      |
| 2020-21   | 17-10-2020 | プレミアリーグ           | グディソン・パーク | 2–2    | -      |
| 2019-20   | 21-06-2020 | プレミアリーグ           | グディソン・パーク | 0-0    | -      |
| 2019-20   | 04-12-2019 | プレミアリーグ           | アンフィールド     | 5–2    | 53,094 |
| 2018-19   | 02-03-2019 | プレミアリーグ           | グディソン・パーク | 0–0    | 39,335 |
| 2018-19   | 02-12-2018 | プレミアリーグ           | アンフィールド     | 1–0    | 51,756 |
| 2017-18   | 07-04-2018 | プレミアリーグ           | グディソン・パーク | 0–0    | 39,220 |
| 2017-18   | 10-12-2017 | プレミアリーグ           | アンフィールド     | 1–1    | 53,082 |
| 2016-17   | 01-04-2017 | プレミアリーグ           | アンフィールド     | 3–1    | 52,920 |
| 2016-17   | 19-12-2016 | プレミアリーグ           | グディソン・パーク | 0–1    | 39,590 |
| 2015-16   | 20-04-2016 | プレミアリーグ           | アンフィールド     | 4–0    | 43,854 |
| 2015-16   | 04-10-2015 | プレミアリーグ           | グディソン・パーク | 1–1    | 39,598 |
| 2014-15   | 07-02-2015 | プレミアリーグ           | グディソン・パーク | 0–0    | 39,621 |
| 2014-15   | 27-09-2014 | プレミアリーグ           | アンフィールド     | 1–1    | 44,511 |
| 2013-14   | 28-01-2014 | プレミアリーグ           | アンフィールド     | 4–0    | 44,450 |
| 2013-14   | 23-11-2013 | プレミアリーグ           | グディソン・パーク | 3–3    | 39,576 |
| 2012-13   | 05-05-2015 | プレミアリーグ           | アンフィールド     | 0–0    | 44,991 |
| 2012-13   | 28-10-2012 | プレミアリーグ           | グディソン・パーク | 2–2    | 39,613 |
| 2011-12   | 13-03-2012 | プレミアリーグ           | アンフィールド     | 3–0    | 44,921 |
| 2011-12   | 1-10-2011  | プレミアリーグ           | グディソン・パーク | 0–2    | 39,510 |
| 2010-11   | 16-01-2011 | プレミアリーグ           | アンフィールド     | 2–2    | 44,795 |
| 2010-11   | 17-10-2010 | プレミアリーグ           | グディソン・パーク | 2–0    | 39,673 |
| 2009-10   | 06-02-2010 | プレミアリーグ           | アンフィールド     | 1–0    | 44,316 |
| 2009-10   | 29-11-2009 | プレミアリーグ           | グディソン・パーク | 0–2    | 39,652 |
| 2008-09   | 19-01-2009 | プレミアリーグ           | アンフィールド     | 1–1    | 44,382 |
| 2008-09   | 27-09-2008 | プレミアリーグ           | グディソン・パーク | 0–2    | 39,574 |
| 2007-08   | 30-03-2008 | プレミアリーグ           | アンフィールド     | 1–0    | 44,295 |
| 2007-08   | 20-10-2007 | プレミアリーグ           | グディソン・パーク | 1–2    | 40,049 |
| 2006-2007 | 03-02-2007 | プレミアリーグ           | アンフィールド     | 0–0    | 44,234 |
| 2006-2007 | 09-09-2006 | プレミアリーグ           | グディソン・パーク | 3–0    | 40,004 |
| 2005-2006 | 25-03-2006 | プレミアリーグ           | アンフィールド     | 3–1    | 44,923 |
| 2005-2006 | 28-12-2005 | プレミアリーグ           | グディソン・パーク | 1–3    | 40,158 |
| 2004-2005 | 20-03-2005 | プレミアリーグ           | アンフィールド     | 2–1    | 44,224 |
| 2004-2005 | 11-12-2004 | プレミアリーグ           | グディソン・パーク | 1–0    | 40,552 |
| 2003-2004 | 31-01-2004 | プレミアリーグ           | アンフィールド     | 0–0    | 44,056 |
| 2003-2004 | 30-08-2003 | プレミアリーグ           | グディソン・パーク | 0–3    | 40,200 |
| 2002-2003 | 19-04-2003 | プレミアリーグ           | グディソン・パーク | 1–2    | 40,162 |
| 2002-2003 | 22-12-2002 | プレミアリーグ           | アンフィールド     | 0–0    | 44,025 |
| 2001-2002 | 23-02-2002 | プレミアリーグ           | アンフィールド     | 1–1    | 44,371 |
| 2001-2002 | 15-09-2001 | プレミアリーグ           | グディソン・パーク | 1–3    | 39,554 |
| 2000-2001 | 16-04-2001 | プレミアリーグ           | グディソン・パーク | 2–3    | 40,260 |
| 2000-2001 | 29-10-2000 | プレミアリーグ           | アンフィールド     | 3–1    | 44,718 |
| 1999-2000 | 21-04-2000 | プレミアリーグ           | グディソン・パーク | 0–0    | 40,052 |
| 1999-2000 | 27-09-1999 | プレミアリーグ           | アンフィールド     | 0–1    | 44,802 |
| 1998-1999 | 03-04-1999 | プレミアリーグ           | アンフィールド     | 3–2    | 44,852 |
| 1998-1999 | 17-10-1998 | プレミアリーグ           | グディソン・パーク | 0–0    | 40,185 |
| 1997-1998 | 23-02-1998 | プレミアリーグ           | アンフィールド     | 1–1    | 44,501 |
| 1997-1998 | 18-10-1997 | プレミアリーグ           | グディソン・パーク | 2–0    | 40,112 |
| 1996-1997 | 16-04-1997 | プレミアリーグ           | グディソン・パーク | 1–1    | 40,177 |
| 1996-1997 | 20-11-1996 | プレミアリーグ           | アンフィールド     | 1–1    | 40,751 |
| 1995-1996 | 16-04-1996 | プレミアリーグ           | グディソン・パーク | 1–1    | 40,120 |
| 1995-1996 | 18-11-1995 | プレミアリーグ           | アンフィールド     | 1–2    | 40,818 |
| 1994-1995 | 24-01-1995 | プレミアリーグ           | アンフィールド     | 0–0    | 39,505 |
| 1994-1995 | 21-11-1994 | プレミアリーグ           | グディソン・パーク | 2–0    | 39,866 |
| 1993-1994 | 14-03-1994 | プレミアリーグ           | アンフィールド     | 2–1    | 44,281 |
| 1993-1994 | 18-09-1993 | プレミアリーグ           | グディソン・パーク | 2–0    | 38,157 |
| 1992-1993 | 20-03-1993 | プレミアリーグ           | アンフィールド     | 1–0    | 44,619 |
| 1992-1993 | 07-12-1992 | プレミアリーグ           | グディソン・パーク | 2–1    | 35,826 |
| 1991–92   | 28-12-1991 | ファーストディヴィジョン | グディソン・パーク | 1–1    | 37,681 |
| 1991–92   | 31-08-1991 | ファーストディヴィジョン | アンフィールド     | 3–1    | 39,072 |
| 1990–91   | 09-02-1991 | ファーストディヴィジョン | アンフィールド     | 3–1    | 38,127 |
| 1990–91   | 22-09-1990 | ファーストディヴィジョン | グディソン・パーク | 2–3    | 39,847 |
| 1989–90   | 03-02-1990 | ファーストディヴィジョン | アンフィールド     | 2–1    | 38,730 |
| 1989–90   | 23-09-1989 | ファーストディヴィジョン | グディソン・パーク | 1–3    | 42,453 |
| 1988–89   | 3-05-1989  | ファーストディヴィジョン | グディソン・パーク | 0–0    | 45,994 |
| 1988–89   | 11-12-1988 | ファーストディヴィジョン | アンフィールド     | 1–1    | 42,372 |
| 1987–88   | 20-03-1988 | ファーストディヴィジョン | グディソン・パーク | 1–0    | 44,162 |
| 1987–88   | 01-11-1987 | ファーストディヴィジョン | アンフィールド     | 2–0    | 44,760 |
| 1986–87   | 25-04-1987 | ファーストディヴィジョン | アンフィールド     | 3–1    | 44,827 |
| 1986–87   | 23-11-1986 | ファーストディヴィジョン | グディソン・パーク | 0–0    | 48,247 |
| 1985–86   | 22-02-1986 | ファーストディヴィジョン | アンフィールド     | 0–2    | 45,445 |
| 1985–86   | 21-09-1985 | ファーストディヴィジョン | グディソン・パーク | 2–3    | 51,509 |
| 1984–85   | 23-05-1985 | ファーストディヴィジョン | グディソン・パーク | 1–0    | 51,045 |
| 1984–85   | 20-10-1984 | ファーストディヴィジョン | アンフィールド     | 0–1    | 45,545 |
| 1983–84   | 03-03-1984 | ファーストディヴィジョン | グディソン・パーク | 1–1    | 51,245 |
| 1983–84   | 06-11-1983 | ファーストディヴィジョン | アンフィールド     | 3–0    | 40,875 |
| 1982–83   | 19-03-1983 | ファーストディヴィジョン | アンフィールド     | 0–0    | 44,737 |
| 1982–83   | 06-11-1982 | ファーストディヴィジョン | グディソン・パーク | 0–5    | 52,741 |
| 1981–82   | 27-03-1982 | ファーストディヴィジョン | グディソン・パーク | 1–3    | 51,847 |
| 1981–82   | 07-11-1981 | ファーストディヴィジョン | アンフィールド     | 3–1    | 48,861 |
| 1980–81   | 21-03-1981 | ファーストディヴィジョン | アンフィールド     | 1–0    | 49,743 |
| 1980–81   | 18-10-1980 | ファーストディヴィジョン | グディソン・パーク | 2–2    | 52,565 |
| 1979–80   | 01-03-1980 | ファーストディヴィジョン | グディソン・パーク | 1–2    | 53,018 |
| 1979–80   | 20-10-1979 | ファーストディヴィジョン | アンフィールド     | 2–2    | 52,201 |
| 1978–79   | 13-03-1979 | ファーストディヴィジョン | アンフィールド     | 1–1    | 52,352 |
| 1978–79   | 28-10-1978 | ファーストディヴィジョン | グディソン・パーク | 1–0    | 53,141 |
| 1977–78   | 05-04-1978 | ファーストディヴィジョン | グディソン・パーク | 0–1    | 52,759 |
| 1977–78   | 22-10-1977 | ファーストディヴィジョン | アンフィールド     | 0–0    | 51,668 |
| 1976–77   | 22-03-1977 | ファーストディヴィジョン | グディソン・パーク | 0–0    | 56,562 |
| 1976–77   | 16-10-1976 | ファーストディヴィジョン | アンフィールド     | 3–1    | 55,141 |
| 1975–76   | 03-04-1976 | ファーストディヴィジョン | アンフィールド     | 1–0    | 54,632 |
| 1975–76   | 27-09-1975 | ファーストディヴィジョン | グディソン・パーク | 0–0    | 55,769 |
| 1974–75   | 22-02-1975 | ファーストディヴィジョン | アンフィールド     | 0–0    | 55,853 |
| 1974–75   | 16-11-1974 | ファーストディヴィジョン | グディソン・パーク | 0–0    | 57,190 |
| 1973–74   | 20-04-1974 | ファーストディヴィジョン | アンフィールド     | 0–0    | 55,848 |
| 1973–74   | 08-12-1973 | ファーストディヴィジョン | グディソン・パーク | 0–1    | 56,098 |
| 1972–73   | 03-03-1973 | ファーストディヴィジョン | グディソン・パーク | 0–2    | 54,856 |
| 1972–73   | 07-10-1972 | ファーストディヴィジョン | アンフィールド     | 1–0    | 55,975 |
| 1971–72   | 04-03-1972 | ファーストディヴィジョン | アンフィールド     | 4–0    | 53,922 |
| 1971–72   | 13-11-1971 | ファーストディヴィジョン | グディソン・パーク | 1–0    | 56,293 |
| 1970–71   | 20-02-1971 | ファーストディヴィジョン | グディソン・パーク | 0–0    | 56,846 |
| 1970–71   | 21-11-1970 | ファーストディヴィジョン | アンフィールド     | 3–2    | 53,777 |
| 1969–70   | 21-03-1970 | ファーストディヴィジョン | アンフィールド     | 0–2    | 54,496 |
| 1969–70   | 06-12-1969 | ファーストディヴィジョン | グディソン・パーク | 0–3    | 57,370 |
| 1968–69   | 08-10-1968 | ファーストディヴィジョン | アンフィールド     | 1–1    | 54,496 |
| 1968–69   | 27-08-1968 | ファーストディヴィジョン | グディソン・パーク | 0–0    | 63,938 |
| 1967–68   | 03-02-1968 | ファーストディヴィジョン | グディソン・パーク | 1–0    | 64,482 |
| 1967–68   | 23-09-1967 | ファーストディヴィジョン | アンフィールド     | 1–0    | 54,189 |
| 1966–67   | 31-12-1966 | ファーストディヴィジョン | アンフィールド     | 0–0    | 53,744 |
| 1966–67   | 27-08-1966 | ファーストディヴィジョン | グディソン・パーク | 3–1    | 64,318 |
| 1965–66   | 19-03-1966 | ファーストディヴィジョン | グディソン・パーク | 0–0    | 62,337 |
| 1965–66   | 25-09-1965 | ファーストディヴィジョン | アンフィールド     | 5–0    | 53,557 |
| 1964–65   | 12-04-1965 | ファーストディヴィジョン | グディソン・パーク | 2–1    | 65,402 |
| 1964–65   | 19-09-1964 | ファーストディヴィジョン | アンフィールド     | 0–4    | 52,619 |
| 1963–64   | 08-02-1964 | ファーストディヴィジョン | グディソン・パーク | 3–1    | 66,515 |
| 1963–64   | 28-09-1963 | ファーストディヴィジョン | アンフィールド     | 2–1    | 51,976 |
| 1962–63   | 08-04-1963 | ファーストディヴィジョン | アンフィールド     | 0–0    | 56,060 |
| 1962–63   | 22-09-1962 | ファーストディヴィジョン | グディソン・パーク | 2–2    | 72,488 |
|           | 開催されず |                          |                    |        |        |
| 1950–51   | 20-01-1951 | ファーストディヴィジョン | アンフィールド     | 0–2    | 48,688 |
| 1950–51   | 16-09-1950 | ファーストディヴィジョン | グディソン・パーク | 1–3    | 71,150 |
| 1949–50   | 24-12-1949 | ファーストディヴィジョン | アンフィールド     | 3–1    | 50,485 |
| 1949–50   | 27-08-1949 | ファーストディヴィジョン | グディソン・パーク | 0–0    | 70,812 |
| 1948–49   | 05-02-1949 | ファーストディヴィジョン | アンフィールド     | 0–0    | 50,132 |
| 1948–49   | 18-09-1948 | ファーストディヴィジョン | グディソン・パーク | 1–1    | 78,299 |
| 1947–48   | 21-04-1948 | ファーストディヴィジョン | アンフィールド     | 0–4    | 55,305 |
| 1947–48   | 27-09-1947 | ファーストディヴィジョン | グディソン・パーク | 3–0    | 66,776 |
| 1946–47   | 29-01-1947 | ファーストディヴィジョン | グディソン・パーク | 1–0    | 50,612 |
| 1946–47   | 21-09-1946 | ファーストディヴィジョン | アンフィールド     | 0–0    | 48,875 |
|           | 開催されず |                          |                    |        |        |
| 1938–39   | 04-02-1939 | ファーストディヴィジョン | アンフィールド     | 0–3    | 55,994 |
| 1938–39   | 01-10-1938 | ファーストディヴィジョン | グディソン・パーク | 2–1    | 64,977 |
| 1937–38   | 16-02-1938 | ファーストディヴィジョン | グディソン・パーク | 1–3    | 33,465 |
| 1937–38   | 02-10-1937 | ファーストディヴィジョン | アンフィールド     | 1–2    | 43,904 |
| 1936–37   | 23-01-1937 | ファーストディヴィジョン | アンフィールド     | 3–1    | 37,055 |
| 1936–37   | 19-09-1936 | ファーストディヴィジョン | グディソン・パーク | 2–0    | 55,835 |
| 1935–36   | 04-01-1936 | ファーストディヴィジョン | グディソン・パーク | 0–0    | 52,282 |
| 1935–36   | 07-09-1935 | ファーストディヴィジョン | アンフィールド     | 6–0    | 46,082 |
| 1934–35   | 20-03-1935 | ファーストディヴィジョン | アンフィールド     | 2–1    | 31,965 |
| 1934–35   | 15-09-1934 | ファーストディヴィジョン | グディソン・パーク | 1–0    | 43,001 |
| 1933–34   | 10-02-1934 | ファーストディヴィジョン | グディソン・パーク | 0–0    | 52,088 |
| 1933–34   | 30-09-1933 | ファーストディヴィジョン | アンフィールド     | 3–2    | 53,698 |
| 1932–33   | 11-02-1933 | ファーストディヴィジョン | アンフィールド     | 7–4    | 41,469 |
| 1932–33   | 30-10-1932 | ファーストディヴィジョン | グディソン・パーク | 1–3    | 44,214 |
| 1931–32   | 30-01-1932 | ファーストディヴィジョン | グディソン・パーク | 2–1    | 46,537 |
| 1931–32   | 19-09-1931 | ファーストディヴィジョン | アンフィールド     | 1–3    | 53,220 |
|           | 開催されず |                          |                    |        |        |
| 1929–30   | 04-01-1930 | ファーストディヴィジョン | グディソン・パーク | 3–3    | 52,600 |
| 1929–30   | 07-09-1929 | ファーストディヴィジョン | アンフィールド     | 0–3    | 44,891 |
| 1928–29   | 09-02-1929 | ファーストディヴィジョン | アンフィールド     | 1–2    | 45,095 |
| 1928–29   | 29-09-1928 | ファーストディヴィジョン | グディソン・パーク | 1–0    | 55,415 |
| 1927–28   | 25-02-1928 | ファーストディヴィジョン | アンフィールド     | 3–3    | 55,361 |
| 1927–28   | 15-10-1927 | ファーストディヴィジョン | グディソン・パーク | 1–1    | 65,729 |
| 1926–27   | 12-02-1927 | ファーストディヴィジョン | アンフィールド     | 1–0    | 52,840 |
| 1926–27   | 25-09-1926 | ファーストディヴィジョン | グディソン・パーク | 1–0    | 43,973 |
| 1925–26   | 06-02-1926 | ファーストディヴィジョン | グディソン・パーク | 3–3    | 45,793 |
| 1925–26   | 26-09-1925 | ファーストディヴィジョン | アンフィールド     | 5–1    | 49,426 |
| 1924–25   | 07-02-1925 | ファーストディヴィジョン | アンフィールド     | 3–1    | 56,000 |
| 1924–25   | 24-10-1924 | ファーストディヴィジョン | グディソン・パーク | 0–1    | 53,000 |
| 1923–24   | 13-10-1923 | ファーストディヴィジョン | アンフィールド     | 1–2    | 50,000 |
| 1923–24   | 06-10-1923 | ファーストディヴィジョン | グディソン・パーク | 1–0    | 51,000 |
| 1922–23   | 14-10-1922 | ファーストディヴィジョン | グディソン・パーク | 0–1    | 52,000 |
| 1922–23   | 07-10-1922 | ファーストディヴィジョン | アンフィールド     | 5–1    | 54,000 |
| 1921–22   | 12-11-1921 | ファーストディヴィジョン | アンフィールド     | 1–1    | 50,000 |
| 1921–22   | 05-11-1921 | ファーストディヴィジョン | グディソン・パーク | 1–1    | 52,000 |
| 1920–21   | 30-10-1920 | ファーストディヴィジョン | グディソン・パーク | 0–3    | 55,000 |
| 1920–21   | 23-10-1920 | ファーストディヴィジョン | アンフィールド     | 1–0    | 50,000 |
| 1919–20   | 27-12-1919 | ファーストディヴィジョン | グディソン・パーク | 1–3    | 49,662 |
| 1919–20   | 20-12-1919 | ファーストディヴィジョン | アンフィールド     | 0–0    | 40,000 |
|           | 開催されず |                          |                    |        |        |
| 1914–15   | 06-02-1915 | ファーストディヴィジョン | グディソン・パーク | 1–3    | 30,000 |
| 1914–15   | 03-10-1914 | ファーストディヴィジョン | アンフィールド     | 0–5    | 32,000 |
| 1913–14   | 17-01-1914 | ファーストディヴィジョン | アンフィールド     | 1–2    | 35,000 |
| 1913–14   | 20-09-1913 | ファーストディヴィジョン | グディソン・パーク | 1–2    | 40,000 |
| 1912–13   | 08-02-1913 | ファーストディヴィジョン | グディソン・パーク | 0–2    | 40,000 |
| 1912–13   | 05-10-1912 | ファーストディヴィジョン | アンフィールド     | 0–2    | 46,000 |
| 1911–12   | 20-01-1912 | ファーストディヴィジョン | アンフィールド     | 1–3    | 35,000 |
| 1911–12   | 16-09-1911 | ファーストディヴィジョン | グディソン・パーク | 2–1    | 40,000 |
| 1910–11   | 27-12-1910 | ファーストディヴィジョン | グディソン・パーク | 0–1    | 51,000 |
| 1910–11   | 01-10-1910 | ファーストディヴィジョン | アンフィールド     | 0–2    | 40,000 |
| 1909–10   | 12-02-1910 | ファーストディヴィジョン | アンフィールド     | 0–1    | 40,000 |
| 1909–10   | 02-10-1909 | ファーストディヴィジョン | グディソン・パーク | 2–3    | 45,000 |
| 1908–09   | 09-04-1909 | ファーストディヴィジョン | グディソン・パーク | 5–0    | 45,000 |
| 1908–09   | 03-10-1908 | ファーストディヴィジョン | アンフィールド     | 0–1    | 40,000 |
| 1907–08   | 17-04-1908 | ファーストディヴィジョン | アンフィールド     | 0–0    | 35,000 |
| 1907–08   | 05-10-1907 | ファーストディヴィジョン | グディソン・パーク | 2–4    | 40,000 |
| 1906–07   | 29-03-1907 | ファーストディヴィジョン | グディソン・パーク | 0–0    | 45,000 |
| 1906–07   | 29-09-1906 | ファーストディヴィジョン | アンフィールド     | 1–2    | 40,000 |
| 1905–06   | 13-04-1906 | ファーストディヴィジョン | アンフィールド     | 1–1    | 33,000 |
| 1905–06   | 30-09-1905 | ファーストディヴィジョン | グディソン・パーク | 4–2    | 40,000 |
|           | 開催されず |                          |                    |        |        |
| 1903–04   | 01-04-1904 | ファーストディヴィジョン | グディソン・パーク | 5–2    | 40,000 |
| 1903–04   | 10-10-1903 | ファーストディヴィジョン | アンフィールド     | 2–2    | 30,000 |
| 1902–03   | 10-04-1903 | ファーストディヴィジョン | アンフィールド     | 0–0    | 28,000 |
| 1902–03   | 27-09-1902 | ファーストディヴィジョン | グディソン・パーク | 3–1    | 40,000 |
| 1901–02   | 11-01-1902 | ファーストディヴィジョン | グディソン・パーク | 4–0    | 25,000 |
| 1901–02   | 14-09-1901 | ファーストディヴィジョン | アンフィールド     | 2–2    | 30,000 |
| 1900–01   | 19-01-1901 | ファーストディヴィジョン | アンフィールド     | 1–2    | 18,000 |
| 1900–01   | 22-09-1900 | ファーストディヴィジョン | グディソン・パーク | 1–1    | 50,000 |
| 1899–00   | 20-01-1900 | ファーストディヴィジョン | グディソン・パーク | 3–1    | 30,000 |
| 1899–00   | 23-09-1899 | ファーストディヴィジョン | アンフィールド     | 1–2    | 30,000 |
| 1898–99   | 21-01-1899 | ファーストディヴィジョン | アンフィールド     | 2–0    | 30,000 |
| 1898–99   | 24-09-1898 | ファーストディヴィジョン | グディソン・パーク | 1–2    | 45,000 |
| 1897–98   | 16-10-1897 | ファーストディヴィジョン | グディソン・パーク | 3–0    | 40,000 |
| 1897–98   | 25-09-1897 | ファーストディヴィジョン | アンフィールド     | 3–1    | 30,000 |
| 1896–97   | 21-11-1896 | ファーストディヴィジョン | アンフィールド     | 0–0    | 30,000 |
| 1896–97   | 03-10-1896 | ファーストディヴィジョン | グディソン・パーク | 2–1    | 45,000 |
|           | 開催されず |                          |                    |        |        |
| 1894–95   | 17-11-1894 | ファーストディヴィジョン | アンフィールド     | 2–2    | 30,000 |
| 1894–95   | 13-10-1894 | ファーストディヴィジョン | グディソン・パーク | 3–0    | 44,000 |

### 国内カップ戦
| シーズン | 日付       | 大会                     | ラウンド           | スタジアム               | スコア     | 観客数  |
| -------- | ---------- | ------------------------ | ------------------ | ------------------------ | ---------- | ------- |
| 2017-18  | 05-01-2018 | FAカップ                 | 3回戦              | アンフィールド           | 2–1        | 52,513  |
| 2011-12  | 14-04-2012 | FAカップ                 | 準決勝             | ウェンブリー             | 2–1        | 87,231  |
| 2008-09  | 04-02-2009 | FAカップ                 | 4回戦再試合        | グディソン・パーク       | 1–0 (延長) | 37,918  |
| 2008-09  | 25-01-2009 | FAカップ                 | 4回戦              | アンフィールド           | 1–1        | 43,524  |
| 1990-91  | 27-02-1991 | FAカップ                 | 5回戦再再試合      | グディソン・パーク       | 1–0        | 40,201  |
| 1990-91  | 20-02-1991 | FAカップ                 | 5回戦再試合        | グディソン・パーク       | 4–4 (延長) | 37,766  |
| 1990-91  | 17-02-1991 | FAカップ                 | 5回戦              | アンフィールド           | 0–0        | 38,323  |
| 1989     | 20-05-1989 | FAカップ                 | 決勝               | ウェンブリー             | 3–2 (延長) | 82,800  |
| 1987-88  | 21-02-1988 | FAカップ                 | 5回戦              | グディソン・パーク       | 0–1        | 48,270  |
| 1987-88  | 28-10-1987 | フットボールリーグカップ | 3回戦              | アンフィールド           | 0–1        | 44,071  |
| 1986-87  | 21-01-1987 | フットボールリーグカップ | 5回戦              | グディソン・パーク       | 0–1        | 53,323  |
| 1986     | 30-09-1986 | スーパーカップ           | 決勝セカンドレグ   | グディソン・パーク       | 1–4        |         |
| 1986     | 16-09-1986 | スーパーカップ           | 決勝ファーストレグ | アンフィールド           | 3–1        | 20,660  |
| 1986     | 16-08-1986 | FAチャリティ・シールド   |                    | ウェンブリー             | 1–1        | 88,231  |
| 1985-86  | 10-05-1986 | FAカップ                 | 決勝               | ウェンブリー             | 3–1        | 98,000  |
| 1984     | 18-08-1984 | FAチャリティ・シールド   |                    | ウェンブリー             | 1–0        | 100,000 |
| 1983-84  | 28-03-1984 | フットボールリーグカップ | 決勝再試合         | メイン・ロード           | 1–0        | 52,089  |
| 1983-84  | 25-03-1984 | フットボールリーグカップ | 決勝               | ウェンブリー             | 0–0        | 100,000 |
| 1980-81  | 24-01-1981 | FAカップ                 | 4回戦              | グディソン・パーク       | 2–1        | 53,804  |
| 1976-77  | 27-04-1977 | FAカップ                 | 準決勝再試合       | メイン・ロード           | 3–0        | 56,579  |
| 1976-77  | 23-04-1977 | FAカップ                 | 準決勝             | メイン・ロード           | 2–2        | 56,637  |
| 1970-71  | 27-03-1971 | FAカップ                 | 準決勝             | オールド・トラッフォード | 2–1        | 62,144  |
| 1966-67  | 11-03-1967 | FAカップ                 | 5回戦              | グディソン・パーク       | 1–0        | 64,851  |
| 1966     | 13-08-1966 | FAチャリティ・シールド   |                    | グディソン・パーク       | 0–1        | 63,329  |
| 1954-55  | 29-01-1955 | FAカップ                 | 4回戦              | グディソン・パーク       | 0–4        | 72,000  |
| 1949-50  | 25-03-1950 | FAカップ                 | 準決勝             | メイン・ロード           | 2–0        | 72,000  |
| 1931-32  | 09-01-1932 | FAカップ                 | 3回戦              | グディソン・パーク       | 1–2        | 57,090  |
| 1910-11  | 04-02-1911 | FAカップ                 | 2回戦              | グディソン・パーク       | 2–1        | 50,000  |
| 1905-06  | 31-03-1906 | FAカップ                 | 準決勝             | ヴィラ・パーク           | 2–0        | 37,000  |
| 1904-05  | 08-02-1905 | FAカップ                 | 1回戦再試合        | グディソン・パーク       | 2–1        | 40,000  |
| 1904-05  | 04-02-1905 | FAカップ                 | 1回戦              | アンフィールド           | 1–1        | 28,000  |
| 1901-02  | 30-01-1902 | FAカップ                 | 1回戦再試合        | グディソン・パーク       | 0–2        | 20,000  |
| 1901-02  | 25-01-1902 | FAカップ                 | 1回戦              | アンフィールド           | 2–2        | 25,000  |

### 非公式戦
功労者記念試合
| 日付           | 功労者                 | スタジアム         | スコア | 観客数 |
| -------------- | ---------------------- | ------------------ | ------ | ------ |
| 2010年9月4日   | ジェイミー・キャラガー | アンフィールド     | 4–1    | 35,631 |
| 1992年10月10日 | ブルース・グロベラー   | アンフィールド     | 2–2    | 20,516 |
| 1985年8月12日  | フィル・ニール         | アンフィールド     | 2–3    | 23,480 |
| 1981年5月11日  | スティーヴ・ハイウェイ | アンフィールド     | 2–2    | 17,137 |
| 1973年3月13日  | ブライアン・ラボーン   | グディソン・パーク | 2–1    | 25,779 |